# Francisco I. Madero, López
Francisco I. Madero är en ort i Mexiko.   Den ligger i kommunen López och delstaten Chihuahua, i den centrala delen av landet, 1 000 km nordväst om huvudstaden Mexico City. Francisco I. Madero ligger 1 494 meter över havet och antalet invånare är 129.
Terrängen runt Francisco I. Madero är platt åt sydost, men åt nordväst är den kuperad. Terrängen runt Francisco I. Madero sluttar österut. Runt Francisco I. Madero är det mycket glesbefolkat, med 3 invånare per kvadratkilometer. Närmaste större samhälle är Octaviano López, 16,4 km öster om Francisco I. Madero. Omgivningarna runt Francisco I. Madero är i huvudsak ett öppet busklandskap.